# Gédéon Larocque
Pour les articles homonymes, voir Larocque.
Gédéon Larocque, né le 21 décembre 1831 à Chambly et mort le 23 octobre 1903 à Montréal, est un médecin et une figure politique au Québec.

## Biographie
Il est né à Chambly et ses parents sont Édouard Larocque et Louise Daigneau. Larocque est éduqué au Collège de Chambly, au Collège de Saint-Hyacinthe et à l'école de médecine et de chirurgie de Montréal. Il obtient son droit de pratique en 1855 et s'installe à Longueuil. Larocque enseigne également la musique et possède une ferme à Beaumont. Il se marie trois fois : à Félicité Thibault en 1856, à Rosalie-Christine Brauners en 1870 et à Azilda Davignon en 1874.
Il est maire de Longueuil de 1862 à 1870. 
Il représente Chambly à l'Assemblée nationale du Québec de 1871 à 1875 pour le Parti libéral. Sa fille, Émilienne Larocque, gérante du journal L'Événement de Québec au cours de la première moitié du XXe siècle, est l'une des premières femmes de presse du pays.
Il est également un agent pour le Northern Railway. Larocque est sergent-d'arme à l'Assemblée nationale de 1875 à 1902. Lors de l'incendie du parlement de Québec, le 19 avril 1883, il sauve la masse de l'assemblée législative,,.
Il meurt à Montréal à l'âge de 71 ans et est enterré à Longueuil.
Le fonds d'archives Gédéon Laroque est conservé au centre d'archives de Montréal de Bibliothèque et Archives nationales du Québec. 

## Publications
Il est l'auteur de plusieurs traités sur l'agriculture et l'horticulture dont Culture et préparation du tabac en 1881, Manuel d'horticulture pratique et d'arboriculture fruitière en 1883 et Manuel des engrais en 1904.